# Halle-Trotha
Halle-Trotha – przystanek kolejowy w Halle, w kraju związkowym Saksonia-Anhalt, w Niemczech. Znajduje się tu 1 peron.